# ويليام جونز بون
ويليام جونز بون (بالإنجليزية: William Jones Boone)‏ هو مبشر ومترجم أمريكي، ولد في 1 يوليو 1811 في والتربورو في الولايات المتحدة، وتوفي في 17 يوليو 1874.